# Scrimshaw

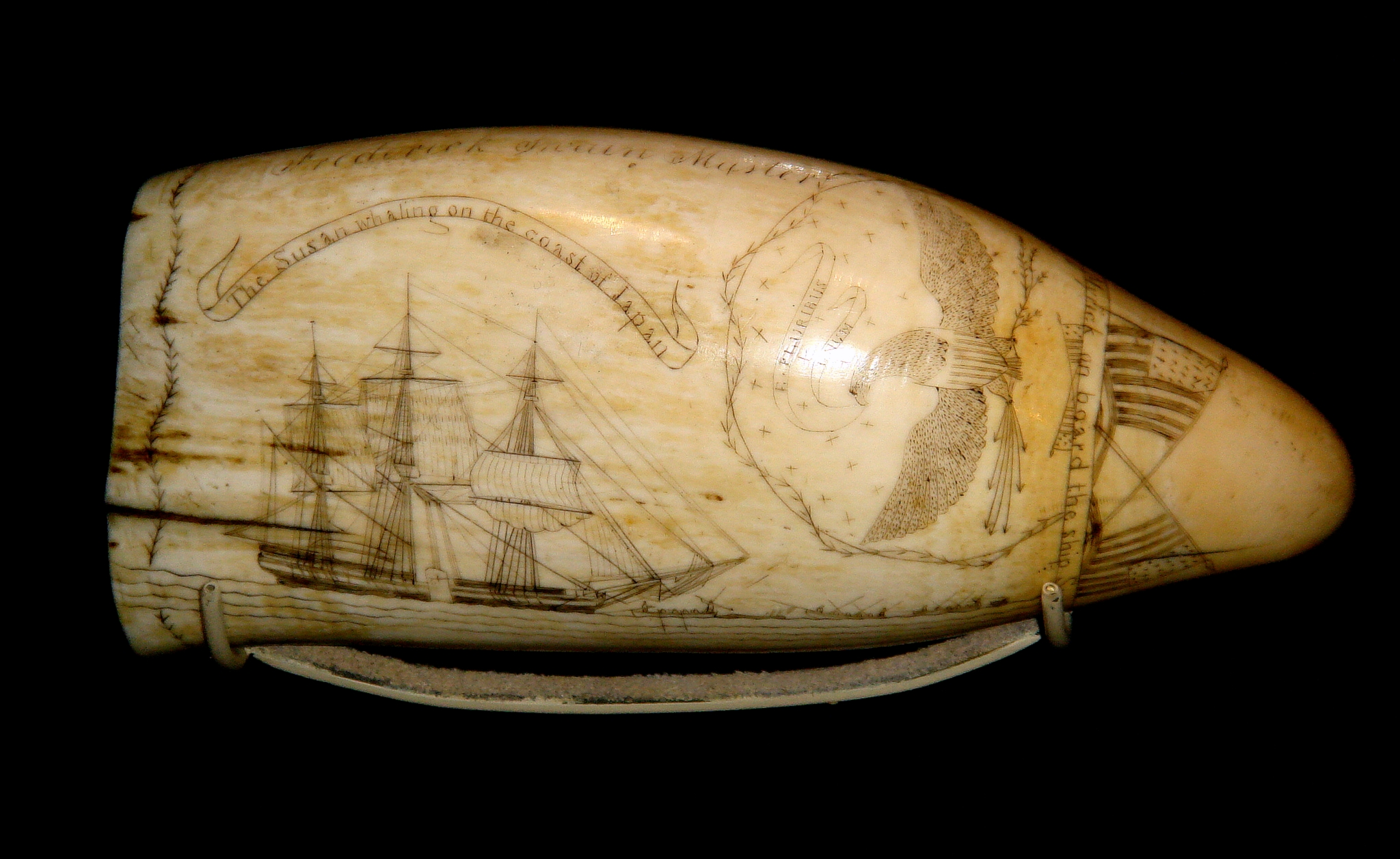
Der Walzahn zeigt das Walfangschiff Ann of London. Das Stück wurde 1829 von Frederick Myrick aus Nantucket (USA), einem berühmten Scrimshaw-Künstler, hergestellt.

Scrimshaw ist eine Miniatur-Ritz- und Gravurtechnik in tierische Materialien, wie Elfenbein, Horn oder Knochen. Zum Teil kommen auch Kunststoffe zum Einsatz.
Der Begriff Scrimshaw stammt aus der Ära der Walfänger, die sich im 18. und 19. Jahrhundert mit der Verzierung von Walknochen und -zähnen auf Reisen und auch daheim ihre freie Zeit vertrieben. Sie „scrimmten“ am liebsten auf den Zähnen des Pottwals, die beim Walfang als Abfallprodukt anfielen. Die meisten Arbeiten auf Pottwalzähnen und Walknochen stammen von nordamerikanischen Walfängern. Auch die Stoßzähne von Walrossen wurden häufig mit Scrimshaw verziert.
Für die Herstellung eines Scrimshaws wird die zu bearbeitende Fläche zunächst spiegelglatt poliert. In diese wird dann das Motiv mit einem feinen, nadelspitzen Werkzeug gescrimmt, also eingeritzt oder ganz fein gepunktet. Dabei wird unter einer Lupe oder einem Mikroskop gearbeitet. Zum Sichtbarmachen des Motivs wird nach dem Scrimmen die gesamte Fläche mit Farbe eingerieben und wieder abgewischt. Dort, wo die Oberfläche des Materials bearbeitet wurde, bleibt die Farbe haften. Meist sind mehrere Durchgänge notwendig, die genaue Anzahl ist abhängig von der Härte des Materials und der Erfahrung des Künstlers.
Heutzutage werden nur noch selten Walrossstoßzähne oder Walzähne verwendet, häufiger kommt fossiles Mammutelfenbein zum Einsatz, das in Sibirien und Alaska gefunden wird und frei im Handel erhältlich ist. Je nach Bestimmungen einzelner Länder wird auch auf mit CITES-Papieren registriertes Elefantenelfenbein aus alten Beständen gescrimmt. Auch Geweih, Knochen, Horn oder Micarta und Corian (Kunststoffe) können verwendet werden.
Überall dort, wo früher Wale gefangen wurden, kann man heute noch in Museen wertvolle, antike Scrimshawarbeiten bewundern. John F. Kennedy als berühmter Scrimshawsammler verlieh dieser Kunst weitere Bekanntheit.
Feinste Scrimshawarbeiten finden sich häufig auf handgearbeiteten, wertvollen Sammlermessern, bei welchen die Griffschalen aus einem der oben genannten Materialien bestehen. In der maritimen Szene sind nach wie vor Motive aus der Seefahrt beliebt. Auch Gürtelschnallen, Pistolengriffe, Billardqueues und Schmuckstücke werden mit Scrimshaw geschmückt. Vor allem in den USA sind gute Scrimshawarbeiten von bekannten Scrimshawkünstlern wie Frederick Myrick (1808–1862) mittlerweile begehrte Sammlerobjekte geworden und werden zu Preisen von $ 50000 gehandelt.
Allerdings wird auch versucht, mit gefälschten „antiken“ Scrimshawarbeiten unerfahrene Käufer zu täuschen. Auch werden neue Objekte mit Drucktechniken im Scrismhawstil versehen und als „mit Scrimshawmotiv dekoriert“ oder ähnlichen irreführenden Begriffen als echtes Scrimshaw verkauft.
Ein sehr bekanntes Scrimshaw-Museum wird vom Inhaber der legendären Segler-Kneipe Peter's Sport Café in Horta auf Faial/Azoren betrieben.